# NGC 6232
NGC 6232 (другие обозначения — UGC 10537, MCG 12-16-7, ZWG 339.16, KAZ 87, PGC 58841) — спиральная галактика с перемычкой (SBa) в созвездии Дракон.
Этот объект входит в число перечисленных в оригинальной редакции «Нового общего каталога».